# Pierre Thorsson
Pierre Thorsson (Linköping, 21 de junho de 1966) é um ex-handebolista profissional sueco, medalhista olimpico.
Pierre Thorsson fez parte dos elencos medalha de prata de Barcelona 1992 e Atlanta 1996 e Sydney 2000. Ele é duas vezes campeão mundial, e três vezes europeu.